# 사린강
사린강(프랑스어: Sarine) 또는 독일어로 '자네강'(독일어: Saane)이라고 불리는 이 강은 아레강의 지류로 스위스의 주요한 강이다. 길이는 128 km이고, 배수 면적은 1,892 km2이다.
사린강은 발레주에 있는 자네츠호른(Sanetschhorn) 근처의 베른 알프스에서 올라간다. 2,034m에서 세넝 호수(Sanetschsee) 저수지를 형성한 다음 1900~1400 m 사이의 자네츠 폭포를 가로질러 베른주에 들어간다. 그런 다음 오버지멘탈-자르넨 지역의 그슈타이그, 크슈타트와 자르넨을 지나 흐르는 베른고원의 가장 서쪽 계곡을 형성한다. 자르넨의 하류에서 982 m에서 루즈몽(Rougemont)를 지나 보주로 들어간다. 샤토데(Château-d'Œx) 및 로시넹르(Rossinière), 859 m에서 베르넥스 호수(Lac du Vernex)를 형성한다. 833 m에서 크레 드 뎅퍼(Creux de l'Enfer)를 가로질러 프리부르주로 들어가 777 m에서 몽보봉 호수(Lac de Montbovon)을 형성한다. 이 지점에서 프랑스어와 독일어 이중 언어를 쓰는 프리부르주를 가로질러 스위스 사이의 언어적 경계를 다소 따른다. (그리고 종종 스위스의 뢰스티그벤(Röstigraben) 구간의 지리적 표현으로 식별됨). 빌라수몽(Villars-sous-Mont), 에니(Enney, 그뤼예르(Gruyères) 및 브혹(Broc)을 지나 그뤼예 호수(Lac de la Gruyère, 677 m)를 거쳐, 다음 프리부르 자체를 향해 구불구불한 상태로 계속 이어진다.
역사적인 도시는 1157년 사린강 반도에 세워졌으며, 가파른 절벽으로 삼면을 보호받았다. 프리부르의 하류에서는 532 m 높이의 쉬페넨제(Schiffenensee) 저수지로 확장된 다음(1963년 건설) 수로를 통해 라우펜으로 이동하여 젠제강과 합류한다. 북쪽으로 6 km 더 흐르다가 마침내 베른에서 서쪽으로 약 15 km 떨어진 461 m 지점에 있는 볼흘렌제의 바로 하류인 아르와 합류한다.